# کیس اسمیت
کیس اسمیت (انگلیسی: Kees Smit؛ زادهٔ ۲۱ ژانویهٔ ۲۰۰۶) بازیکن فوتبال است که در حال حاضر برای آزد آلکمار در پست هافبک بازی می‌کند.
وی همچنین در تیم‌های ملی فوتبال زیر ۱۷ سال، زیر ۱۸ سال و زیر ۱۹ سال هلند بازی کرده است.

## دوران باشگاهی
کیس اسمیت اهل هایلو است. او در سال ۲۰۱۵ و در سن نه‌سالگی به آکادمی آزد آلکمار پیوست و سپس به جوان‌ترین عضو تیم زیر ۱۲ سال باشگاه تبدیل شد. پس از پیشرفت در رده‌های سنی مختلف ای‌زد، او در ژانویه ۲۰۲۱ قراردادی حرفه‌ای به مدت سه سال و نیم امضا کرد.
در دسامبر ۲۰۲۲، اسمیت در لیست بازیکنان تیم نخست قرار گرفت و با تیم در اردوی میانه‌فصل به باشگاه فوتبال والنسیا، اسپانیا رفت. در ژانویه ۲۰۲۳، گلی که اسمیت در یک بازی پنج‌نفرهٔ داخل سالن به‌ثمر رساند در شبکه‌های اجتماعی وایرال شد، زیرا با ضربه‌ای که از دیوار کناری بازگشت، دروازه‌بان را شکست داد. در ادامهٔ همان ماه، اسمیت نخستین بازی حرفه‌ای خود را برای باشگاه فوتبال یونگ آزد در ایرست دیویزی در دیدار خانگی مقابل هلموند اسپورت انجام داد، در تاریخ ۲۳ ژانویه ۲۰۲۳ این دیدار به انجام رسید.
او همراه تیم زیر ۱۹ سال ای‌زد در لیگ جوانان یوفا حضور داشت و بخشی از تیمی بود که در مراحل پیاپی بارسلونا و رئال مادرید را شکست داد تا به نیمه‌نهایی در مارس ۲۰۲۳ برسد. اسمیت در دیدار مرحلهٔ یک‌هشتم نهایی لیگ جوانان یوفا مقابل بارسلونا، گلی از راه دور به‌ثمر رساند که مورد تحسین قرار گرفت. او همچنین در فینال لیگ جوانان یوفا مقابل باشگاه فوتبال هایدوک اسپلیت بازی کرد، جایی که ای‌زد با نتیجهٔ ۵–۰ پیروز شد.
او نخستین بازی خود در لیگ اروپا را در ۷ نوامبر ۲۰۲۴ برای ای‌زد آلکمار در پیروزی ۳–۱ مقابل فنرباغچه انجام داد؛ اسمیت گل دوم را زد و پاس گل سوم را نیز ثبت کرد. او همچنین در فینال جام حذفی هلند بازی کرد که ای‌زد در ضربات پنالتی مغلوب باشگاه فوتبال گو اهد ایگلز شد. بازی در وقت قانونی با تساوی ۱–۱ پایان یافته بود و گل تساوی در دقیقه ۹۸ به‌ثمر رسید.

## دوران ملی
در نوامبر ۲۰۲۱، اسمیت برای تیم ملی فوتبال زیر ۱۶ سال هلند در برابر تیم زیر ۱۶ سال بلژیک بازی کرد. از آن زمان، او برای تیم ملی زیر ۱۷ سال هلند نیز انتخاب شده است. اسمیت برای تیم زیر ۱۹ سال هلند در قهرمانی اروپا ۲۰۲۵ بازی کرد؛ رقابتی که هلند برای نخستین بار آن را فتح کرد و اسمیت به‌عنوان بازیکن برتر تورنمنت برگزیده شد.